# Igreja Nossa Senhora da Soledade de Lobo Leite

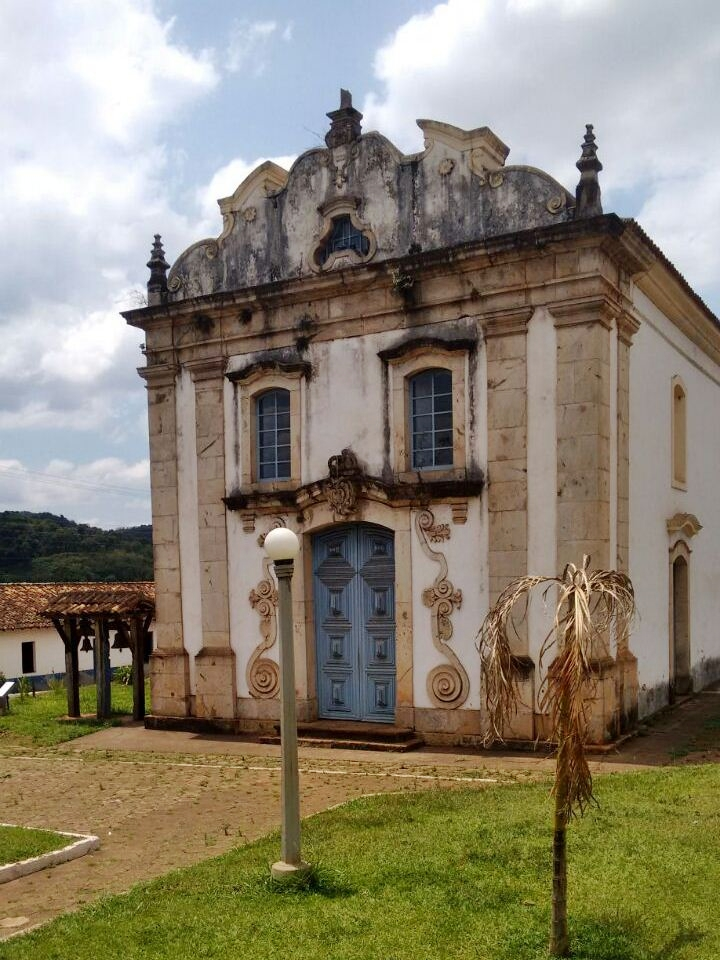
Igreja Nossa Senhora da Soledade do distrito de Lobo Leite, Congonhas, Minas Gerais, Brasil.

A Igreja Nossa Senhora da Soledade de Lobo Leite, cujo tombamento foi aprovado pelo decreto nº 19.113, de 28 de março de 1978, sendo inscrito no livro de tombo nº II de Belas Artes (IEPHA), localiza-se no distrito de Lobo Leite, município de Congonhas, Minas Gerais. Povoado que originou-se no ciclo do ouro e sua denominação anterior era Soledade. O distrito de Soledade pertencia a Ouro Preto e somente após a lei 45 de 17 de março de 1936 seu território foi integrado ao município de Congonhas.

## História
A Igreja Nossa Senhora da Soledade construída na primeira metade do século XVIII era filial da Matriz de Ouro Branco. Posteriormente, passou a ser uma igreja independente da cidade de Congonhas. Esta capela teve sua autorização de funcionamento por provisão em 9 de novembro de 1756, data distante da sua construção (1735).
Seu entorno guarda um caráter costumeiro aos arraiais de mineração, com casas simples que se integram harmoniosamente ao conjunto da praça.

## Descrição arquitetônica
A Capela foi construída de alvenaria de pedra, a cobertura em telha cerâmica de capa e bica com caibros armados, a fachada de madeira maciça com ondulações frontais contendo o desenho do óculo esculpido em pedra que faz parte do estilo barroco rococó. A fachada principal apresenta 2 pilastras em suas laterais, a parte superior frontal tem no centro os óculos e em cima uma cruz que se movimenta em curva e contracurva, com uma rica ornamentação e detalhes de acabamento. O coroamento foi feito por meio do entablamento com cantos de pedra e 2 coruchéus nas extremidades.
A sineira da capela encontra-se na parte frontal do adro, na lateral esquerda, com escoras de madeira e coberta com telhas coloniais. Tratando do estilo arquitetônico predominante, a Igreja possui características do século XVIII e apresenta uma posição clássica de retângulo alongado em “T”. A nave e a capela mor localizadas ao lado da sacristia e do consistório são separadas pelo arco do cruzeiro. Acima do átrio há o couro que dá acesso à escada de madeira posicionada à direita de quem entra.
A fachada é decorada com belos ornatos em “V”, com vão em número 3, uma portando almofada e duas janelas do coro. O entorno da capela mor é composta de um retábulo no estilo rococó, azul e branco, com detalhes dourados, o sacrário é coroado por verga alta nas laterais e seu topo é composto por anjos esculpidos.
O camarim tem seu trono escalonado em cinco níveis e as paredes possuem padrão reto e losangular com elementos semelhantes à planta. Já o forro apresenta-se em abóbora de berço decorado com estrela dourada e azul celeste, o fundo possui cortinas em seu arco superior e acima das mesas possuem 2 mísulas com sacrário central e 2 espelhos.